# جامعه اطلاعاتی استرالیا
جامعه اطلاعاتی استرالیا ( AIC ) و جامعه اطلاعاتی ملی ( NIC ) یا جامعه امنیت ملی دولت استرالیا  مجموعه‌ای از سازمان‌های اطلاعاتی، بخش‌های سیاست‌گذاری و سایر سازمان‌های دولتی هستند که به حفاظت و پیشبرد امنیت ملی و منافع ملی  استرالیا فعالیت می کنند. 
در استرالیا سازمان‌های اطلاعاتی و امنیتی دولتی از زمان جنگ جهانی دوم و جنگ سرد تشکیل شده و در دوران جنگ سرد و مبارزه علیه تروریسم با استقرار نظامی در افغانستان ، عراق و علیه داعش در سوریه فعالیت های خود را گسترش داد. مسایل مورد علاقه این مجموعه شامل مسائل کلیدی امنیت ملی و بین المللی  مانند تروریسم و افراط گرایی خشونت آمیز ، امنیت سایبری ، جنایات فراملی ، ظهور چین و امنیت منطقه ای اقیانوس آرام است . 
کمیته امنیت ملی کابینه (NSC) یک بخش از کابینه بوده و مسئول تصمیم گیرنده در دولت استرالیا برای امنیت ملی، اطلاعات، سیاست خارجی و مسائل دفاعی است. ریاست این کمیته با   نخست وزیر است و از معاون نخست وزیر، دادستان کل ، خزانه دار ، وزیر امور خارجه ، وزیر دفاع و وزیر امور داخله تشکیل شده است .